# Castanopsis thaiensis
Castanopsis thaiensis ist eine in Südostasien vorkommende Baumart aus der Familie der Buchengewächse (Fagaceae).

## Merkmale
Castanopsis thaiensis ist ein immergrüner, bis zu 20 Meter hoher Baum.
Die Unterseite der leicht ledrigen Laubblätter ist, vor allem auf den Adern, dicht mit kurzen, einfachen Haaren besetzt. Die Blätter sind im vorderen Teil gesägt und geschwänzt bis bespitzt. Der Blattstiel ist dicht behaart.
Die Fruchtbecher (Cupulae) sind mit verzweigten, holzigen Stacheln besetzt. Sie bedecken teilweise die Haut des Fruchtbechers und sind spärlich behaart. Jeder Fruchtbecher enthält ein bis drei, glänzend braune, kleine, dreieckige Nüsse mit Griffelresten und hat einen Durchmesser von bis zu 2,5 Zentimeter inklusive Stacheln. Der Fruchtbecher öffnet sich mit 3 bis 5 Klappen.
Blütezeit ist November. Die Fruchtreife erfolgt Oktober bis November.

## Verbreitung und Standorte
Die Art ist in Thailand endemisch und kommt hier nur im Gebiet Chiang Mai vor. Sie wächst in immergrünen Wäldern in 800 bis 1000 m Seehöhe.

## Belege
- Chamlong Phengklai: A synoptic account of the Fagaceae of Thailand. In: Thai Forest Bulletin. 2006, Band 34, S. 53–175.
- Castanopsis thaiensis in der Flora of Thailand.